# 公孫無知
齐侯無知（—前685年），姜姓，名無知，是齊前莊公之孫，齊僖公同母弟齊仲年的遺腹子，故称公孫無知。
公孫無知甚得僖公的寵愛。前686年齊大夫連稱、管至父殺齊襄公，立其堂弟無知即位。齊大夫鮑叔牙與公子小白奔莒國（山东莒县），另一大夫管仲則協助公子糾奔魯國。前685年齊大臣雍廩殺國君無知與大夫連稱，高傒迎公子小白回到临淄（今山东省淄博市东）即位，為齊桓公。

## 影視作品
- 《东周列国春秋篇》由梁冠華飾演。